# Oedicodia rubrofusca
Oedicodia rubrofusca är en fjärilsart som beskrevs av Emilio Berio 1947. Oedicodia rubrofusca ingår i släktet Oedicodia och familjen nattflyn. Inga underarter finns listade i Catalogue of Life.